# Llenega
Les llenegues veres són llenegues de làmines blanques o grogues, decurrents o adnates i separades. Pertanyen al gènere Hygrophorus. Hi ha dos grups de llenegues veres, les de barret de color groguenc o blanc (llenegues clares) i les d'altres colors (llenegues fosques). Són bolets molt apreciats gastronòmicament.
La paraula llenega és una variant dialectal antiga derivada del verb llenegar o esllenegar-se que significa relliscar. El nom del gènere (Hygrophorus) deriva del grec i significa que porta humitat.

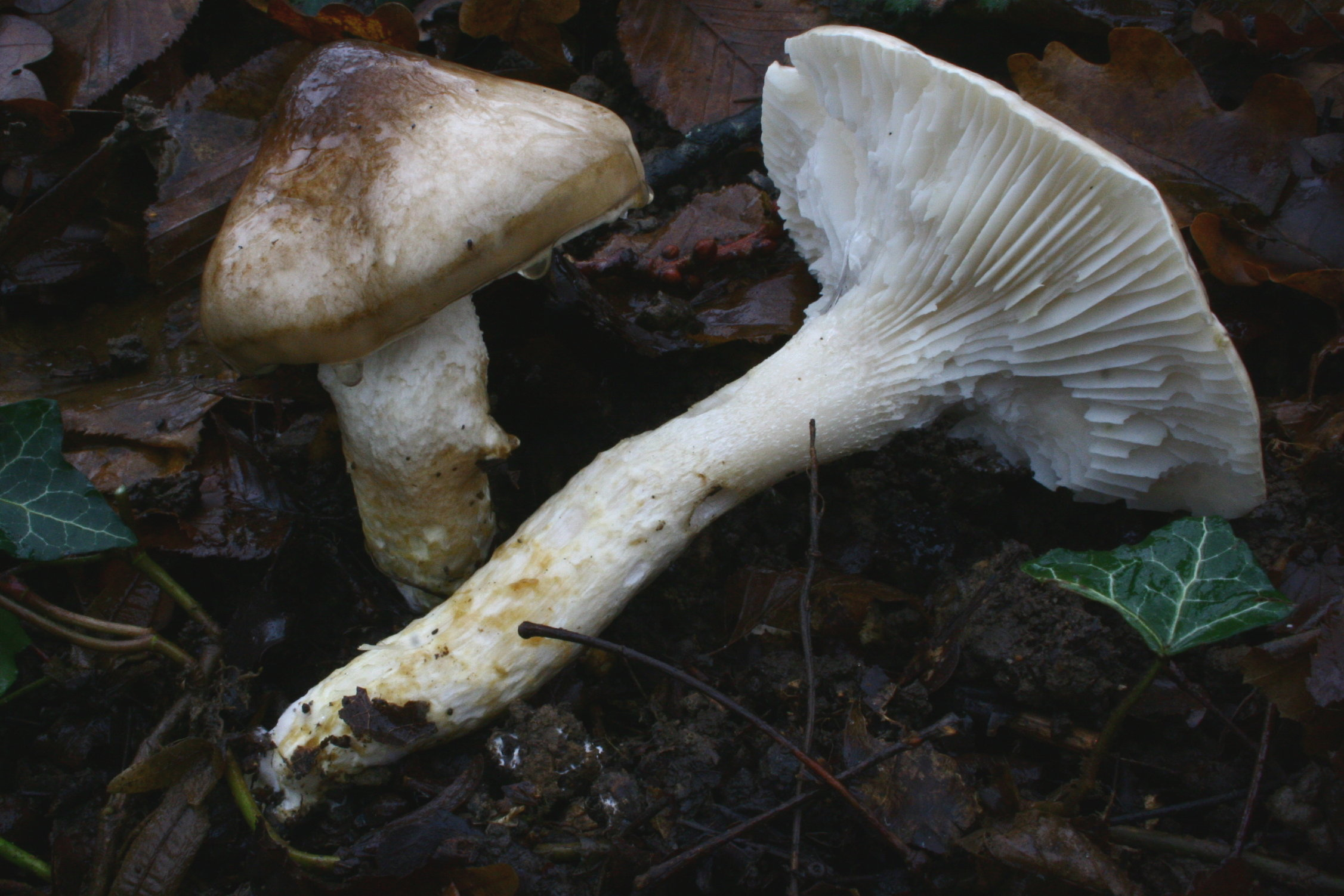
Llenega d'alzinar (Hygrophorus persoonii)

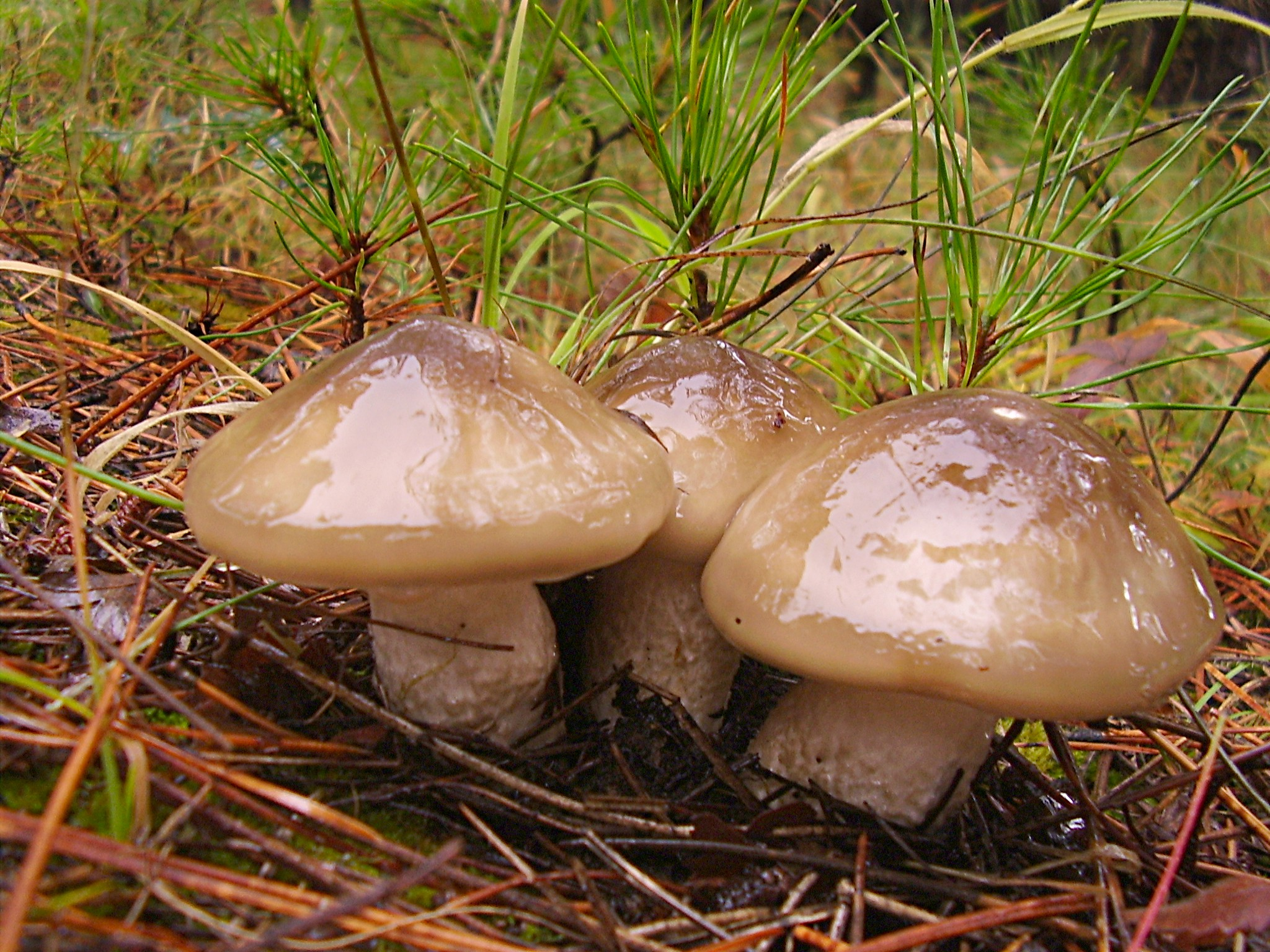
Llenega o llenega negra (Hygrophorus latitabundus).

## Grups de llenegues veres
Llenegues fosques:
- Hygrophorus persoonii, llenega d’alzinar
- Hygrophorus lindtneri, llenega d’avellaner
- Hygrophorus roseodiscoideus, llenega de gota de mel
- Hygrophorus lucorum, llenega de làrix
- Hygrophorus olivaceoalbus, llenega de muntanya
- Hygrophorus hypothejus, llenega ensofrada
- Hygrophorus mesotephrus, llenega grisa de fageda
- Hygrophorus tephroleucus, llenega grisa de pineda
- Hygrophorus latitabundus, llenega o llenega negra

Llenegues clares
- Hygrophorus eburneus, llenega blanca
- Hygrophorus chrysodon var. cistophilus, llenega blanca d’estepa
- Hygrophorus discoxanthus, llenega blanca de fageda
- Hygrophorus chrysodon, llenega blanca de vora groga
- Hygrophorus cossus, llenega blanca pudent
- Hygrophorus gliocyclus, llenega groga
- Hygrophorus melizeus, llenega blanca de pi
- Hygrophorus hedrychii, llenega blanca de bedoll